# Andy James
Andy James (Portsmouth, Inglaterra, 15 de maio de 1981)[carece de fontes?] é um dos mais conceituados guitarristas ingleses, conhecido por ser o fundador da banda Sacred Mother Tongue, e por seu trabalho solo. Já fez alguns trabalhos também com as bandas Cradle of Filth e Fields of the Nephilim. No início de 2020 esteve em turnê com a banda americana Five Finger Death Punch substituindo o guitarrista Jason Hook, que havia sido afastado devido a problemas de saúde. No dia 13 de outubro de 2020 ele foi oficialmente anunciado através das redes sociais como o novo guitarrista da banda, substituindo Jason Hook permanentemente.
Ele é endorsee da "Laney Amplification", "EMG Pickups" e da "BC Rich Guitars".

## Discografia

### Solo
- 2005 - Machine
- 2007 - In the Wake of Chaos
- 2009 - Kaos 7 (EP)
- 2011 - Andy James
- 2013 - Psychic Transfusion (EP) (com Alan Sacha Laskow)
- 2015 - The Lost Tapes (Coletânea)
- 2017 - Exodus
- 2018 - Arrival
- 2020 - C.S.I.L.

### Cradle of Filth
- 2010 - Darkly, Darkly, Venus Aversa[6]

## Prêmios e Indicações
| Ano  | Prêmio                          | Categoria                       | Trabalho Indicado    | Resultado  | Ref.  |
| ---- | ------------------------------- | ------------------------------- | -------------------- | ---------- | ----- |
| 2013 | Metal Hammer Golden Gods Awards | "Dimebag Darrell Shredder"      |                      | Indicado   | [ 7 ] |
| 2020 | Guitar World Magazine Awards    | Melhor álbum de guitarra do ano | Álbum "C.S.I.L."     | 2a Posição | [ 8 ] |
| 2020 | Guitar World Magazine Awards    | Melhor solo de guitarra do ano  | Música "Die a Devil" | 4a posição | [ 9 ] |